# Mitglied des Europäischen Parlaments

Europäisches Parlament (Straßburg)

Ein Mitglied des Europäischen Parlaments (MdEP; französisch Député européen oder Membre du parlement européen, MPE) ist ein gewählter Vertreter im Europäischen Parlament. Deutschsprachige Mitglieder des Europäischen Parlaments bezeichnen sich selbst meist als Europaabgeordnete oder Europaparlamentarier. Dies ist zwar nicht der offizielle Begriff, aber die in der deutschen Sprache am häufigsten verwendete Bezeichnung.
Die Europaabgeordneten vertreten im politischen System der Europäischen Union die Unionsbürger. Sie sind an der Gesetzgebung auf europäischer Ebene beteiligt und kontrollieren die Exekutive der EU, das heißt insbesondere die Europäische Kommission. Im Parlament sind die Abgeordneten in länderübergreifenden Fraktionen organisiert, in denen sich jeweils Abgeordnete mit ähnlicher politischer Ausrichtung vereinen. Um Themen fachkundig behandeln zu können, spezialisieren sich die Abgeordneten und werden dementsprechend in zwanzig ständige Ausschüsse gewählt, die für bestimmte Sachbereiche zuständig sind und die Arbeit der Plenarsitzungen vorbereiten.
Nach der letzten Europawahl hat sich das Parlament am 16. Juli 2024 für die zehnte Wahlperiode konstituiert. Entsprechend Art. 14 Abs. 2 des Vertrags über die Europäische Union und ergänzender Rechtsvorschriften setzt sich das Europäische Parlament derzeit aus 705 Vertretern der Unionsbürgerinnen und Unionsbürger zusammen, die als Mitglieder des Europäischen Parlaments bezeichnet werden, darunter 96 deutsche, 18 österreichische und 6 luxemburgische Abgeordnete. Aufgrund von Rücktritten oder Todesfällen kann die Zahl der Abgeordneten vorübergehend sinken, bis die gemäß jeweiligem Wahlrecht nachrückberechtigte Person ihr Mandat antritt. Die nächsten Direktwahlen aller Abgeordneten durch die stimmberechtigten Bürger aller 27 EU-Staaten finden Mitte 2029 statt. In ihren Heimatländern sind die Abgeordneten Mitglieder in über 150 verschiedenen Parteien, die zum größten Teil einer der 12 politischen Parteien auf europäischer Ebene angehören.

## Rechtliche Situation
Aufgaben, Rechte, Pflichten, Immunität, Bezahlung der Abgeordneten und ähnliches werden geregelt durch:
- den Vertrag über die Arbeitsweise der Europäischen Union (Art. 223 Abs. 2 sowie das Protokoll (Nr. 7) über die Vorrechte und Befreiungen der Europäischen Union),[3]
- den Direktwahlakt – Beschluss und Akt zur Einführung allgemeiner unmittelbarer Wahlen der Abgeordneten des Europäischen Parlaments[4],
- das Abgeordnetenstatut des Europäischen Parlaments,[5]
- die Geschäftsordnung des Europäischen Parlaments[6].

## Wahl der Abgeordneten
In der 1952 eingerichteten Parlamentarischen Versammlung der Europäischen Gemeinschaft für Kohle und Stahl, dem Vorgänger des Europäischen Parlaments, wurden die Mitglieder von den Parlamenten der Mitgliedstaaten bestimmt. Seit der Europawahl 1979 werden die Abgeordneten des Europäischen Parlaments jedoch alle fünf Jahre in allgemeinen, unmittelbaren, freien und geheimen Europawahlen gewählt. Diese Wahlen finden in allen Mitgliedstaaten gleichzeitig, aber mit jeweils etwas unterschiedlichen Wahlsystemen und getrennten Listen statt. Jeder Mitgliedstaat entsendet eine feste Anzahl an Europaabgeordneten, wobei nach dem Prinzip der degressiven Proportionalität größere Mitgliedstaaten jeweils mehr Sitze haben als kleinere, kleinere Mitgliedstaaten jedoch mehr Sitze pro Einwohner als größere. Im Einzelnen ist die Anzahl der Sitze im AEU-Vertrag festgeschrieben und kann nur durch eine einstimmige Vertragsreform geändert werden.
Wahlberechtigt und wählbar ist jeder Bürger der Europäischen Union. Bürger, die in einem anderen EU-Mitgliedstaat leben als dem, dessen Staatsangehörigkeit sie besitzen, können frei wählen, in welchem dieser Staaten sie ihr Wahlrecht ausüben. Die Altersgrenzen für das aktive und passive Wahlrecht werden jeweils von den Mitgliedstaaten festgelegt.
Im Vergleich zu nationalen Parlamenten hat das Europäische Parlament eine verhältnismäßig große Austauschrate der Parlamentarier. Häufig legen Abgeordnete etwa ihr Mandat nieder, um sich in ihr nationales Parlament wählen zu lassen oder ein nationales Regierungsamt anzutreten. Da zudem insbesondere in kleinen Mitgliedsländern mit wenig Sitzen im Europäischen Parlament kleinere Parteien nur geringe Chancen haben, allein ein Mandat zu erringen, schließen sich diese manchmal zu Listenverbindungen zusammen, mit der vorherigen Vereinbarung, nach einem bestimmten Zeitraum zu „rotieren“. Solche Vereinbarungen haben allerdings keinen rechtlichen Wert; formal dauert das Mandat jedes Abgeordneten jeweils bis zur nächsten Europawahl und kann nur durch seinen eigenen Willen niedergelegt werden. Scheidet ein Parlamentarier aus dem Parlament aus, so wird er durch den Nächstplatzierten auf der jeweiligen nationalen Wahlliste ersetzt, auf der er gewählt wurde. Der längste amtierende Europaabgeordnete, der seit der Europawahl 1979 durchgängig bis 2014 dem Parlament angehörte, war der Deutsche Hans-Gert Pöttering (CDU).
Bis zur ersten Europawahl 1979 hatten alle Europaabgeordneten ein sogenanntes „doppeltes Mandat“: Sie waren zugleich Abgeordnete des Europäischen und ihres jeweiligen nationalen Parlaments. Auch in den ersten Europawahlen kandidierten häufig noch prominente Abgeordnete der nationalen Parlamente, die dann ein doppeltes Mandat wahrnahmen. Mit den zunehmenden Kompetenzen des Europäischen Parlaments und dem damit verbundenen wachsenden Arbeitsaufwand eines Mandats wurde diese Praxis jedoch immer seltener angewandt und von verschiedenen Parteien und Mitgliedstaaten abgelehnt. Seit der Europawahl 2004 sind doppelte Mandate nicht mehr erlaubt (mit Ausnahmen für Großbritannien [bis 2009, faktisch bis 2005] und Irland [bis 2007]).
Da Unionsbürger jeweils auch im Staat ihres Wohnorts wählbar sind, kommt es immer wieder vor, dass Mitglieder des Europäischen Parlaments nicht die Staatsangehörigkeit des Landes besitzen, für das sie gewählt wurden. Die folgende Tabelle zeigt einen Überblick über diese Abgeordneten bis einschließlich der Europawahl 2004. Drei Abgeordnete, nämlich Daniel Cohn-Bendit, Monica Frassoni und Ari Vatanen, wurden bereits in mehreren Ländern gewählt.
| Name                    | erstmals im Ausland gewählt | Staatsangehörigkeit | Staat der Wahl                                   | Europapartei/politische Richtung |
| ----------------------- | --------------------------- | ------------------- | ------------------------------------------------ | -------------------------------- |
| Christine Crawley       | 1984                        | Irland              | Vereinigtes Königreich                           | SPE                              |
| Bárbara Dührkop Dührkop | 1987                        | Deutschland         | Spanien                                          | SPE                              |
| Maurice Duverger        | 1989                        | Frankreich          | Italien                                          | SPE                              |
| Wilmya Zimmermann       | 1994                        | Niederlande         | Deutschland                                      | SPE                              |
| Oliver Dupuis           | 1994                        | Belgien             | Italien                                          | Radikalliberale                  |
| Daniel Cohn-Bendit      | 1999                        | Deutschland         | Deutschland (1994, 2004) Frankreich (1999, 2009) | EGP                              |
| Monica Frassoni         | 1999                        | Italien             | Belgien (1999), Italien (2004)                   | EGP                              |
| Willem Schuth           | 2004                        | Niederlande         | Deutschland                                      | ELDR                             |
| Daniel Stroz            | 2004                        | Deutschland         | Tschechien                                       | EL                               |
| Ari Vatanen             | 2004                        | Finnland            | Finnland (1999), Frankreich (2004)               | EVP                              |

## Frauenanteil und Altersstruktur
Der Frauenanteil an den Europaabgeordneten ist von 1979 bis 2009 bei jeder Europawahl gestiegen, von zunächst 18 % auf 35 %. Er liegt damit über dem Durchschnitt der nationalen Parlamente in Europa und etwa auf der Höhe des Deutschen Bundestags (mit 31 % Frauen seit der Bundestagswahl 2017). Allerdings variiert er je nach Mitgliedstaat stark. In der Legislaturperiode 2009–2014 war der Frauenanteil der finnischen (61,5 %) und schwedischen Europaabgeordneten (55,6 %) am höchsten, bei den tschechischen (18,2 %) und maltesischen Abgeordneten (0 %) am niedrigsten. Bei den deutschen Abgeordneten lag der Frauenanteil bei 37,4 %, bei den österreichischen bei 41,2 %.
Vor allem in den 1970er Jahren hatte das damals noch weitgehend machtlose Europäische Parlament den Ruf, vor allem als renommierte Versorgungsstätte für nationale Altpolitiker zu dienen (was in Deutschland zu dem Spottspruch „Hast du einen Opa, schick ihn nach Europa“ führte); 1979 lag das Durchschnittsalter der Abgeordneten mit 51 Jahren deutlich über demjenigen des Deutschen Bundestags mit 47 Jahren. Inzwischen liegt das Durchschnittsalter im Europäischen Parlament jedoch auch unter 50 Jahren und etwa auf der Höhe von demjenigen nationaler Parlamente. Das älteste Parlamentsmitglied in der Legislaturperiode 2009–2014 war der Italiener Ciriaco De Mita (1928–2022), das jüngste Mitglied war die Schwedin Amelia Andersdotter (* 1987).

## Fraktionen und Fraktionsdisziplin
Im Europäischen Parlament organisieren sich die Abgeordneten in Fraktionen, die sich jeweils an den europäischen Parteien orientieren, in denen die verschiedenen nationalen Parteien Mitglied sind. In der Wahlperiode 2009–2014 gibt es sieben solche Fraktionen sowie eine Reihe von fraktionslosen Abgeordneten.
Gemäß Art. 6 des Direktwahlakts geben die Abgeordneten „ihre Stimmen einzeln und persönlich ab“ und sind „weder an Aufträge noch an Weisungen gebunden“, sie verfügen also über ein freies Mandat. In der Praxis wird dieses wie auch in anderen Parlamenten durch die Fraktionsdisziplin eingeschränkt. Aufgrund der heterogenen Zusammensetzung des Europäischen Parlaments ist diese Fraktionsdisziplin hier jedoch traditionell eher schwach ausgeprägt; fraktionenübergreifende Mehrheiten zu bestimmten Themen sind häufiger als in den meisten nationalen Parlamenten. Dies ist zum einen damit zu erklären, dass die Aufteilung in Regierungs- und Oppositionsfraktionen im Europäischen Parlament weitgehend entfällt. Zum anderen haben die europäischen Parteien keinen Einfluss auf die Kandidatenaufstellung ihrer nationalen Mitgliedsparteien bei der Europawahl: Die Loyalität der Abgeordneten gilt daher manchmal nicht der Gesamtfraktion, sondern vor allem ihrer nationalen Landesgruppe innerhalb der Fraktion, die einen größeren Einfluss auf ihre Wiederwahl hat. Im Zuge der zunehmenden Kompetenzen und der damit einhergehenden Professionalisierung des Parlaments nahm allerdings auch die Geschlossenheit der Fraktionen zu. So stimmten die Abgeordneten der größeren Fraktionen in der Legislaturperiode 2004–2009 in rund 90 % aller Entscheidungen im Sinne ihrer Fraktion. Die europaskeptischen Fraktionen (UEN und Ind/Dem) hatten hingegen deutlich niedrigere Kohäsionsraten (76 % bzw. 47 %).

## Entschädigungen und Vergütungen

### Historische Entwicklung
Ursprünglich wurden die Mitglieder des Europäischen Parlaments durch ihre jeweiligen Herkunftsstaaten bezahlt. In der Regel erhielten die europäischen Parlamentarier dieselben Vergütungen wie ihre Pendants auf nationaler Ebene. Dies führte dazu, dass im Jahr 2004, am Ende der 5. Wahlperiode, ein spanischer Europaparlamentarier 2600 Euro erhielt, während ein Italiener in der gleichen Position mit 11.000 Euro das Vierfache erhielt. Noch größer waren die Unterschiede, wenn man die Saläre der ab Mitte 2004 die zehn neuen osteuropäischen EU-Mitglieder vertretenden Parlamentarier betrachtet: Ihre monatlichen Vergütungen betrugen teilweise nur 800 Euro. Dies ist insofern problematisch, als alle Europaparlamentarier viel Zeit in Brüssel und Straßburg verbringen und entsprechend dem Preisniveau in diesen Städten ähnlich hohe Ausgaben haben. Osteuropäische Abgeordnete sollen deshalb sogar in ihren Büros im Parlamentsgebäude geschlafen haben.
Für die 6. Wahlperiode wurde deshalb vorgeschlagen, dass alle Abgeordneten ein einheitliches Salär von 8.600 Euro monatlich erhalten sollten. Da dies teilweise drastische Erhöhungen bedeutet hätte und osteuropäische Abgeordnete bis zum dreifachen ihrer nationalen Regierungschefs verdient hätten, bildete sich eine starke Opposition, und der Plan scheiterte schließlich. Für die 7. Wahlperiode ab Juli 2009 einigte man sich schließlich auf eine einheitliche Entlohnung der Abgeordneten, jedoch auf einem deutlich niedrigeren Niveau, als dies fünf Jahre zuvor vorgesehen war. Die Einigung, die 2005 zustande kam, sah ursprünglich ein Grundgehalt von rund 7.000 Euro und eine Spesenpauschale von 3.785 Euro vor. Bis zum Inkrafttreten Mitte 2009 erhöhte sich diese Zahl noch, da die Diäten von den Gehältern der Richter am EuGH abhängig sind. Zudem wurde das viel kritisierte Spesenvergütungssystem geändert, welches in der Vergangenheit teilweise zu überhöhten Spesenforderungen geführt hatte. Insbesondere dürfen keine Verwandten mehr als Mitarbeiter beschäftigt werden, und für die Erstattung von Reisekosten muss nun ein Beleg vorgelegt werden, da teilweise Spesen für nicht durchgeführte Reisen erhoben wurden oder der Tarif für teurere Verkehrsmittel beansprucht wurde, obwohl man mit einem günstigeren Verkehrsmittel unterwegs war.

### Aktuelle Regelungen
Ein Europaparlamentarier hat Stand 2024 die folgenden Ansprüche:
- Ein monatliches Grundgehalt in Höhe von 38,5 % der Grundbezüge eines Richters am Europäischen Gerichtshof, was 10.802,91 EUR entspricht. Davon sind eine EU-Steuer und ein Unfallversicherungsbeitrag zu leisten, was vor Abzug eventueller nationaler Steuern und Abgaben 8.419,90 EUR ergibt.
- Ab dem vollendeten 63. Lebensjahr ein Ruhegehalt von 3,5 % des Gehalts für jedes volle geleistete Amtsjahr, jedoch maximal 70 % des Gehalts.
- Nach Ausscheiden aus dem Parlament ein Übergangsgeld in Höhe der Abgeordnetenentschädigung. Dieser Anspruch besteht für jedes Jahr der Ausübung des Mandats für einen Monat, mindestens jedoch für 6 und höchstens für 24 Monate.[21]
- Eine pauschale monatliche Spesenvergütung von 4.950 EUR.
- Die Vergütung der tatsächlich entstandenen Kosten der Reisen zum und vom Ort der Parlamentssitzungen beziehungsweise 0,58 € pro Kilometer, wenn die Reise im eigenen Fahrzeug absolviert wird, es werden allerdings maximal 1.000 Kilometer erstattet.
- Ein Tagegeld von 350 EUR für jeden Tag der Teilnahme an offiziellen Sitzungen der Gremien des Europäischen Parlaments.
- Die Anstellung von Bediensteten auf Kosten der EU bis maximal 29.557 EUR monatlich inklusive Spesen. Maximal ein Viertel dieses Betrags kann auch für Dienstleistungen wie Gutachten von externen Anbietern verwendet werden.

### Pensionsfonds
Der (private, aber zu zwei Drittel von öffentlichen Geldern finanzierte) Pensionsfonds der Abgeordneten des Parlamentes geriet im Zuge der Finanzkrise ab 2007 durch Fehlspekulationen in ein Defizit von etwa 120 Millionen Euro. Nachdem der private Fonds bereits zweimal durch Steuergelder gerettet wurde, votierte das Europäische Parlament 2009 bei der dritten Rettung und größerer Medienaufmerksamkeit mit einer knappen Mehrheit gegen weitere staatliche Hilfen. Die Entscheidung des Parlaments für mehr Transparenz im Fonds wurde vom damaligen Präsidenten Hans-Gert Pöttering (CDU) jedoch verhindert.

## Unvereinbarkeiten
Um Interessenskonflikte zu vermeiden, legt Artikel 7 des Direktwahlakts bestimmte Funktionen fest, die die Mitglieder des Europäischen Parlaments nicht ausüben dürfen. Jeder Mitgliedstaat kann zudem weitere Unvereinbarkeiten für die in ihm gewählten Parlamentarier festlegen. Die europaweiten Unvereinbarkeiten umfassen folgende Ämter:
- Mitglied in einer nationalen Regierung
- Mitglied in einem nationalen Parlament (seit der Europawahl 2004)
- Mitglied der Europäischen Kommission
- Richter, Generalanwalt oder Kanzler am Gerichtshof der Europäischen Union
- Direktoriumsmitglied der Europäischen Zentralbank
- Mitglied des Europäischen Rechnungshofs
- Europäischer Bürgerbeauftragter
- Mitglied des Europäischen Wirtschafts- und Sozialausschusses oder des Ausschusses der Regionen
- Mitglied eines Ausschusses oder Gremiums, das gemäß den Gründungsverträgen Mittel der EU verwaltet oder eine dauerhafte unmittelbare Verwaltungsaufgabe wahrnimmt,
- Verwaltungsrats- oder Direktoriumsmitglied oder Bediensteter der Europäischen Investitionsbank
- Beamter oder Bediensteter eines Organs der EU oder einer angegliederten Institution

Wenn jemand, der eines dieser Ämter innehat, in das Europäische Parlament gewählt wird, so muss er das Amt vor Aufnahme des Mandats im Parlament abgeben. Eine Sonderregelung gilt für Mitglieder des irischen Parlaments, die bei der Europawahl einen Sitz gewinnen. Diese dürfen bis zur nächsten irischen Parlamentswahl ein Doppelmandat ausüben, jedoch nicht darüber hinaus.
Wenn umgekehrt ein Europaabgeordneter eines der genannten Ämter neu aufnehmen will, muss er zuvor auf sein Mandat im Europäischen Parlament verzichten. Dieses geht an einen Nachrücker auf der Wahlliste über, für die er in das Parlament gewählt wurde. Da es insbesondere nicht selten vorkommt, dass Europaabgeordnete in die nationalen Parlamente oder Regierungen ihres jeweiligen Staates gewählt werden, gibt es im Vergleich zu den meisten nationalen Parlamenten im Europäischen Parlament eine recht hohe Mitgliederfluktuation.

## Beobachter
Die Beitrittskandidaten der Europäischen Union entsenden jeweils eine Anzahl von Beobachtern in das Europäische Parlament, die üblicherweise vom nationalen Parlament ernannt werden. Diese Beobachter können bei den Debatten des Parlaments anwesend sein und auf Einladung auch selbst das Wort ergreifen, sie können jedoch nicht an Abstimmungen teilnehmen oder andere offizielle Aufgaben der Parlamentarier wahrnehmen. Nach dem Beitritt erhalten diese Beobachter für eine Übergangszeit den vollen Parlamentarierstatus, bis die nächsten Europawahlen stattfinden oder das Land Nachwahlen organisiert.
Nach der Europawahl 2009 gab es zudem eine Anzahl Beobachter aus denjenigen Staaten, denen nach der im Vertrag von Lissabon vorgesehenen Erweiterung des Parlaments zusätzliche Abgeordnete zustanden. Aufgrund verschiedener rechtlicher Schwierigkeiten wurden diese auch nach Inkrafttreten des Vertrages zunächst keine vollwertigen Abgeordneten (siehe Liste der Mitglieder des 7. Europäischen Parlamentes#Zusätzliche Mitglieder nach Inkrafttreten des Vertrags von Lissabon).